# سه چهارم ماه
سه چهارم ماه (آلمانی: Dreiviertelmond) یک فیلم است که در سال ۲۰۱۱ منتشر شد. از بازیگران آن می‌توان به المار وپر اشاره کرد.